# Bankowiec
Bankowiec – osoba zawodowo zajmująca się pieniędzmi, zarządzaniem ryzykiem oraz pomocą klientom w pozyskaniu kapitału.
Bankowiec jest pracownikiem umysłowym zatrudnionym w banku, a praca osób zatrudnionych jako bankowcy polegać może np. na dokonywaniu operacji pieniężnych, polegających na: prowadzeniu oraz obsłudze wszelkich rachunków bankowych – tak dotyczących osób fizycznych, co i podmiotów gospodarczych.
Zadaniem bankowca jest pozyskiwanie pieniędzy od klientów banku w celu ich oszczędzania oraz lokowania kapitałowego.
Do zadań bankowca należy również projektowanie i proponowanie klientom usług bankowych – godzących interesy banku z interesami klienta.
Do zakresu zadań wykonywanych przez osoby wykonujące ten zawód należą również niektóre czynności związane z nadzorem bankowym oraz polityką pieniężną.